# Gran Premi dels Països Baixos del 1970

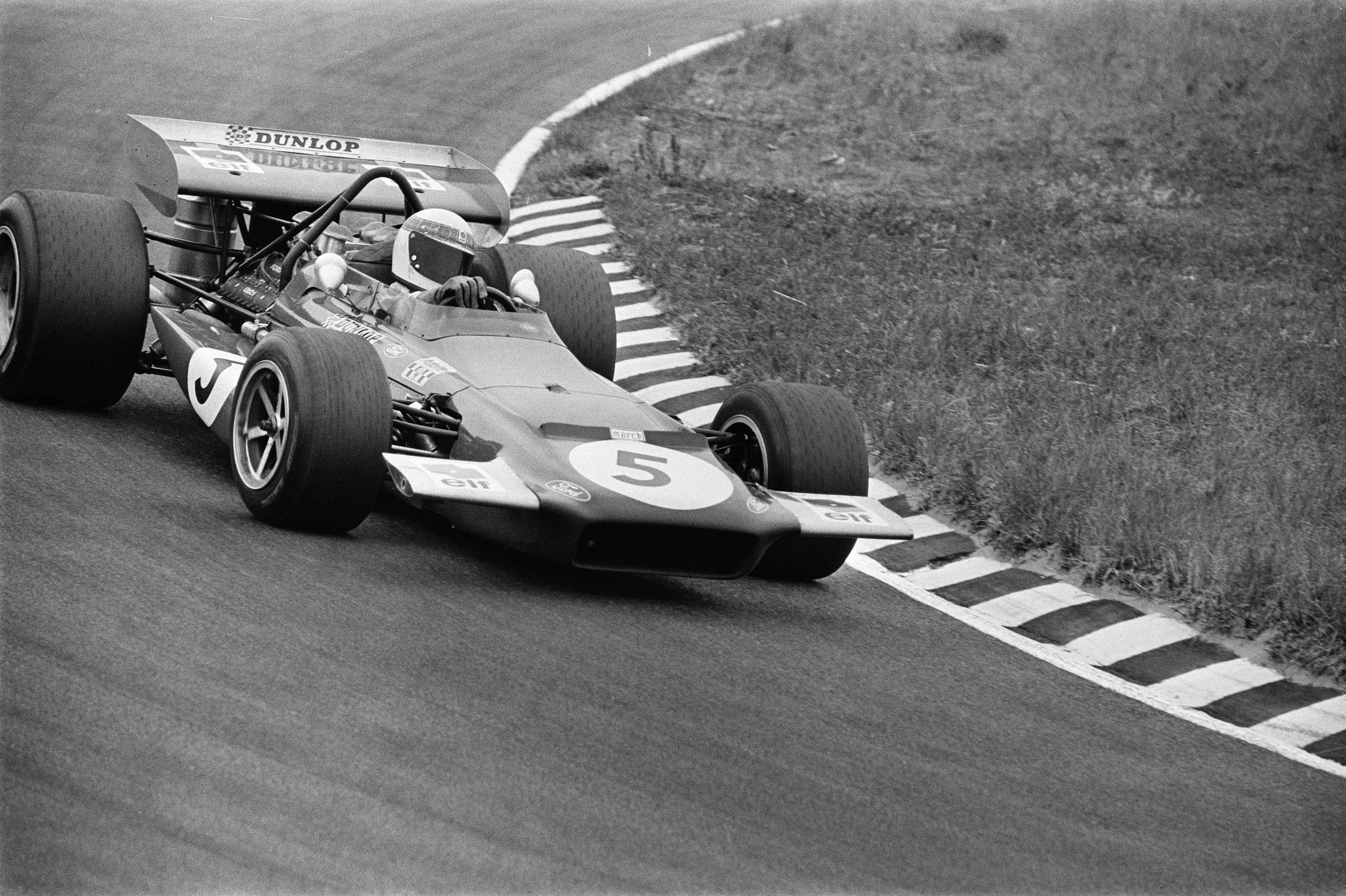
Jackie Stewart durant la cursa de 1970.

Resultats del Gran Premi dels Països Baixos de Fórmula 1 de la temporada 1970, disputat al circuit de Zandvoort, el 21 de juny del 1970.

## Resultats
| Pos | No | Pilot                | Equip                | Voltes | Temps/ Retirada | Pos. de sortida | Punts |
| --- | -- | -------------------- | -------------------- | ------ | --------------- | --------------- | ----- |
| 1   | 10 | Jochen Rindt         | Lotus - Ford         | 80     | 1h 50' 43. 4    | 1               | 9     |
| 2   | 5  | Jackie Stewart       | March - Ford         | 80     | + 30 s          | 2               | 6     |
| 3   | 25 | Jacky Ickx           | Ferrari              | 79     | + 1 Volta       | 3               | 4     |
| 4   | 26 | Clay Regazzoni       | Ferrari              | 79     | + 1 Volta       | 6               | 3     |
| 5   | 23 | Jean Pierre Beltoise | Matra                | 79     | + 1 Volta       | 10              | 2     |
| 6   | 16 | John Surtees         | McLaren - Ford       | 79     | + 1 Volta       | 14              | 1     |
| 7   | 12 | John Miles           | Lotus - Ford         | 78     | + 2 Voltes      | 8               |       |
| 8   | 24 | Henri Pescarolo      | Matra                | 78     | + 2 Voltes      | 13              |       |
| 9   | 22 | Ronnie Peterson      | March - Ford         | 78     | + 2 Voltes      | 16              |       |
| 10  | 1  | Pedro Rodríguez      | BRM                  | 77     | + 3 Voltes      | 7               |       |
| 11  | 18 | Jack Brabham         | Brabham - Ford       | 76     | + 4 Voltes      | 12              |       |
| NC  | 15 | Graham Hill          | Lotus - Ford         | 71     | No classificat  | 20              |       |
| Ret | 6  | François Cevert      | March - Ford         | 31     | Motor           | 15              |       |
| Ret | 3  | George Eaton         | BRM                  | 26     | Pèrdua d'oli    | 18              |       |
| Ret | 2  | Jackie Oliver        | BRM                  | 23     | Motor           | 5               |       |
| Ret | 4  | Piers Courage        | De Tomaso - Ford     | 22     | Accident Mortal | 9               |       |
| Ret | 9  | Jo Siffert           | March - Ford         | 22     | Motor           | 17              |       |
| Ret | 20 | Peter Gethin         | McLaren - Ford       | 18     | Accident        | 11              |       |
| Ret | 32 | Dan Gurney           | McLaren - Ford       | 2      | Motor           | 19              |       |
| Ret | 8  | Chris Amon           | March - Ford         | 1      | Embragatge      | 4               |       |
| NVQ | 21 | Andrea de Adamich    | McLaren - Alfa Romeo |        |                 |                 |       |
| NVQ | 19 | Rolf Stommelen       | Brabham - Ford       |        |                 |                 |       |
| NVQ | 31 | Pete Lovely          | Lotus - Ford         |        |                 |                 |       |
| NVQ | 29 | Silvio Moser         | Bellasi - Ford       |        |                 |                 |       |

## Altres
- Pole: Jochen Rindt 1' 18. 5

- Volta ràpida: Jacky Ickx 1' 19. 23 (a la volta 22)

- Piers Courage Va tenir un accident mortal a la cursa.